# Engelmannia
Engelmannia es un género de plantas con flores perteneciente a la familia Asteraceae.  Comprende 4 especies descritas y de estas, solo 2 aceptadas.

## Taxonomía
El género fue descrito por A.Gray ex Nutt y publicado en Transactions of the American Philosophical Society, new series, 7: 343–344. 1840. La especie tipo es Engelmannia pinnatifida A.Gray ex Nutt.

## Especies aceptadas
A continuación se brinda un listado de las especies del género Engelmannia aceptadas hasta julio de 2012, ordenadas alfabéticamente. Para cada una se indica el nombre binomial seguido del autor, abreviado según las convenciones y usos.
- Engelmannia pinnatifida A.Gray ex Nutt.
- Engelmannia peristenia (Raf.) Goodman & C.A.Lawson